# جاسم محمد كاظم
جاسم محمد كاظم واسمهُ الكامل جاسم محمد كاظم الموسوي (من مواليد 22 كانون الأول/ديسمبر 1970 في ذي قار بالعراق) هو كاتب وباحث عراقي. نشر جاسم في بداية مسيرتهِ المهنيّة عددًا من القصص والروايات القصيرة المترجَمة منها قصّة «حماقة» التي ترجمها جاسم عن الإنجليزية ونشرها في في جريدة الناصرية عام 2001، وكذا الرواية القصيرة جدًا «ليالي شكسبيرية في ستار فورد» التي نشرها في نفس الجريدة، فضلًا عن رواية «ليلة في كوخ خشبي» وهي رواية قصيرة مترجَمة، أما أبرز وأشهر أعماله فكانت الرواية الطويلة «أهل الذمة في المجتمع البغداي: العصرين (البويهي والسلجوقي)» التي صدرت عام 2013 وحقَّقت نجاحًا ملحوظًا ساهمَ في شهرة الكاتب أكثر.

## الحياة المُبكّرة والتعليم
وُلد جاسم محمد كاظم في 22 كانون الأول/ديسمبر 1970 في ذي قار بالعراق وهناك ترعرع وتربَّى ودرس. حصلَ جاسم على دبلون في اللغة الإنجليزيّة كما حصل على المجاستير من قِبل جامعة القادسية، كليّة الآداب في قسم التأريخ عام 2009. اكتسبَ الرجل شهرة مبكّرة بفضلِ المقالات والبحوث العلمية التي كان يقوم بها عقبَ تخرّجه من الجامعة. كان جاسم معجبًا بلينين و ستالين وعبد الكريم قاسم، بل سمَّى ابنتهُ الصغرى أليانور تيمنًا بابنة ماركس الصغرى أليانور.

## المسيرة المهنيّة

### البداية
بدأ جاسم محمد كاظم الكتابة في سنّ مبكرة وتحديدًا في عام 2001 حينما نشر أولى القصص المترجَمة في جريدة الناصرية، كما اشتركَ في الدورة الصحفية التي نظمها مركز المجتمع المدني العراقي من الأول من أيلول/سبتمبر ولغاية الخامس عشر من نفس الشهر عام 2005. نشر جاسم محمد عددًا من القصص القصيرة المترجَمة في الصحف العراقية لعلَّ أبرزها «حماقة» وهي قصّة مترجَمة نُشرت في جريدة الناصرية عام 2001، وأيضًا رواية «ليالي شكسبيرية في ستار فورد» وهي رواية قصيرة جدًا نُشرت في الناصريّة أيضًا، فضلًا عن «ليلة في كوخ خشبي» وكذا الرواية القصيرة «بطاقة دعوة».

### النتاج الأدبي
بحلول عام 2013، نشر جاسم محمد كاظم الموسوي روايةً بعنوان «أهل الذمة في المجتمع البغداي: العصرين (البويهي والسلجوقي)» في نحو 272 صفحة وهو الكتاب الذي ساهمَ في شهرة صاحبه داخل العراق وخارجه في باقي الدول العربيّة. تناول جاسم في هذا الكتاب قيام الدولة العباسية في العراق وكيف أصبحت العاصمة بغداد قبلة العالم الإسلامي، وترعرعت فيها الآداب والعلوم، والفنون كما شيَّدت المدارس ودور العلم والمكتبات، وشُيّدت فيها القصور والدور، وازدهرت فيها الحدائق والبساتين.
يروي جاسم في نفس الكتاب عن كيف تدخَّل من وصفهم بـ «الغرباء» في الجهاز الحكومي العباسي ما تسبَّبَ في سقوط الخلافة تحت وطأة النفوذ البويهي (334هـ/945م)، وبعدها دخل السلاجقة بغداد، وأزالوا الحكم البويهي سنة حتَّى تمكن الخليفة الناصر لدين الله سنة (590هـ/1193م) من القضاء نهائيًا على النفوذ السلجوقي في العراق. انتقل جاسم في فصل آخر للحديث عن المغول وكيف دخلوا بغداد سنة (656هـ/1258م)، معلنين نهاية الخلافة العباسية في بغداد. حاول الباحث والكاتب العراقي في هذا الكتاب أو الدراسة البحث في تطور كل ما يتعلق بأهل الذمة في بغداد، خلال المدة (334-656هـ/945-1258م).
كان هدف جاسم محمد كاظم – كما أكَّد لاحقًا – هو تقديم دراسة أكاديميّة يُعالج فيها موضوع أهل الذمة من جوانب عديدة لعصور مختلفة بالدراسة والبحث والتحليل. قُسّم الكتاب لأربع فصول مع مقدمة وخاتمة وقائمة الملاحق، وحاول فيهِ جاسم محمد توضيح التمهيد الواقع السياسي لمدينة بغداد التي يُؤكّد على وصفها بحاضرة الخلافة العباسية، ومنتدى الفكر، والأدب خلال مدة التسلّط الأجنبي كما يقول.
جاء الفصل الأول تحتَ عنوان «الذميون في بغداد قبل مدة الدراسة» ويتضمَّن الحديث عن مصطلح أهل الذمة، وتطوره، واختلافه عن مصطلح أهل الكتاب، ثم تناول الإلتزامات المالية الواجبة على أهل الذمة، أمَّا الفصل الثاني فقد تناول سياسة الدولة تجاه أهل الذمة، ثم تحدث في الفصل الثالث عن الأحوال الاجتماعية لأهل الذمة في بغداد، أما الفصل الرابع فقد تناول الأحوال الفكريّة لأهل الذمة في بغداد، ودارت الخاتمة، أخيرًا حول إثبات دور مشاركة الذميين في الحياة العامة، وعلاقتهم بالسلطة والمجتمع، وأثرهم وتأثرهم بذلك المجتمع.

## قائمة أعماله
هذه قائمةٌ بأبرز أعمال الكاتب والباحث العراقي جاسم محمد كاظم:
- حماقة (قصّة مترجَمة نُشرت في جريدة الناصرية عام 2001)[17]
- ليالي شكسبيرية في ستار فورد (رواية قصيرة جدًا نُشرت في الناصريّة أيضًا)[18]
- ليلة في كوخ خشبي (رواية قصيرة مترجَمة)[19]
- بطاقة دعوة (رواية قصيرة مترجَمة)[20]
- أهل الذمة في المجتمع البغداي: العصرين (البويهي والسلجوقي) (رواية طويلة صدرت عام 2013)[21]